# 平腭海豹属
平腭海豹属（学名：Planopusa）是海豹科下的一个属。

## 下属物种
本属包括以下物种：
- 谢氏平腭海豹 Planopusa semenovi Koretsky & Rahmat, 2021